# De Wilgen
De Wilgen est un village situé dans la commune néerlandaise de Smallingerland, dans la province de la Frise. Son nom en frison est De Wylgen. Le 1er janvier 2008, le village comptait 730 habitants.